# ها اوی-گون
ها اوی-گون (انگلیسی: Ha Ui-geon؛ زادهٔ ۳ مهٔ ۱۹۴۳)  بازیکن بسکتبال اهل کره جنوبی بود. وی در بازی‌های المپیک تابستانی ۱۹۶۴ و ۱۹۶۸ شرکت کرده‌است.